# 申扎镇
申扎镇（藏語：ཤན་རྩ་），是中华人民共和国西藏自治区那曲市申扎县下辖的一个乡镇级行政单位。

## 行政区划
申扎镇下辖以下地区：
嘎桑多社区、融塞多社区、拿查村、罗普村、羌戎村、曲布村、永珠沃玛村和仁那多村。